# シロギス
シロギス（白鱚、Sillago japonica）は、キス科に属する海水魚の一種。東アジアの沿岸域に広く分布する。別名のキス（鱚）で夏の季語。ただし、キスはキス科の総称としても使われる。体色は、背側が淡黄褐色で、腹側が白い。そのため、青から緑がかったアオギスに対し、シロギスと呼ばれる。別名は、アカ・アカギス・カハキ・シラギス・マギス・ナタギス・キツゴ・きすごなど。
水深20メートルまでのきれいな砂底付近にすむ浅海性で、多毛類や甲殻類を食べる。繁殖期は6-10月。釣りの対象として人気が高い。

## 分類
1843年、コンラート・ヤコブ・テミンクとヘルマン・シュレーゲルにより、日本沿岸で採集されたホロタイプを基に記載された。モトギスと間違えられることがよくあり、1885年のフランツ・シュタインダハナーとルートヴィヒ・デーデルラインをはじめとした多くの著者によって誤った名前が用いられた。
学名 Sillago japonica、英名 Japanese whiting ともに日本産であることから名付けられたが、実際の分布域は東アジア全域におよび、台湾ではChin-Sa-Suoと呼ばれる。

## 形態

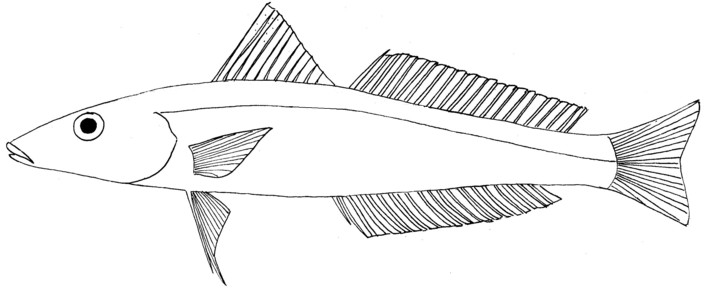
イラスト

他のキス類と同様、わずかに側扁した細長い体と、先細りになった口を持つ。体は小さな櫛鱗に覆われ、頬鱗は2列。第一背鰭は11棘条、第二背鰭は1棘21-23軟条。臀鰭は第二背鰭に似るが、2棘22-24軟条。側線鱗数70-73で脊椎骨数35。最大で30センチメートルになる。
鰾はキス類を同定する上で最も重要な形質である。本種の鰾は、後方は滑らかに細く伸びて終端する。前方からは3本の突起が伸び、真ん中の突起が最も長い。
背面は緑灰色で頭部は暗い色をしている。腹面は白い。背鰭は半透明で、棘条の間には細かい褐色の斑点がある。臀鰭・腹鰭・胸鰭は半透明だが、胸鰭の上縁と基部は緑がかる。尾鰭は白く、縁が黒い。

## 分布
日本（北海道南部・本州・四国・九州南岸）から朝鮮半島・中国・台湾、おそらくフィリピンにも分布する。日本の海域で最も一般的なキス類ではないかもしれないが、沿岸域において最も豊富な種の一つであることは確実であり、浅海域から得られるサンプルのかなりの割合を占めることがある。 
湾内の浅い砂地・砂浜の波打ち際・アマモ場・河口など様々な環境で見られる。浅海性で、生息深度は0-30メートル。稚魚は餌と外敵からの保護が得られるアマモ場にとどまることが多いが、成魚は開放的な環境に移動する。

## 生態
他のキス類のように底生魚である。他のキス類のように群れを作り、外敵から逃れる、または摂餌のために砂に潜る。

### 食性
波打ち際に生息する個体の研究からは、全長20ミリメートルを境に食性が大きく変化することが示された。若魚は主にカイアシ類を食べ、アミ類も多少食べる。成魚は主にアミ類を食べるようになり、多少の多毛類・カイアシ類を食べる。他の研究では、生息場所によって端脚類・二枚貝・エビ・カニ・小魚などを食べることも確認された。これは種間競争を減らすためだと考えられる。多くの研究において、成長とともに餌の種類が変化していくことが観察されているが、これはおそらく種内競争を防ぐためである。季節による餌の種類の変化も観察されている。

### 繁殖
6-10月に繁殖し、産卵数は13,600-68,900。発生過程はOozeki et al.によって記録されており、形態学・組織学的に10の発生ステージを区別している。稚魚は浅い湾やアマモ場に留まる。雌雄ともに2年で性成熟し、寿命は最低でも4年、30センチメートルに達する。

## 利用

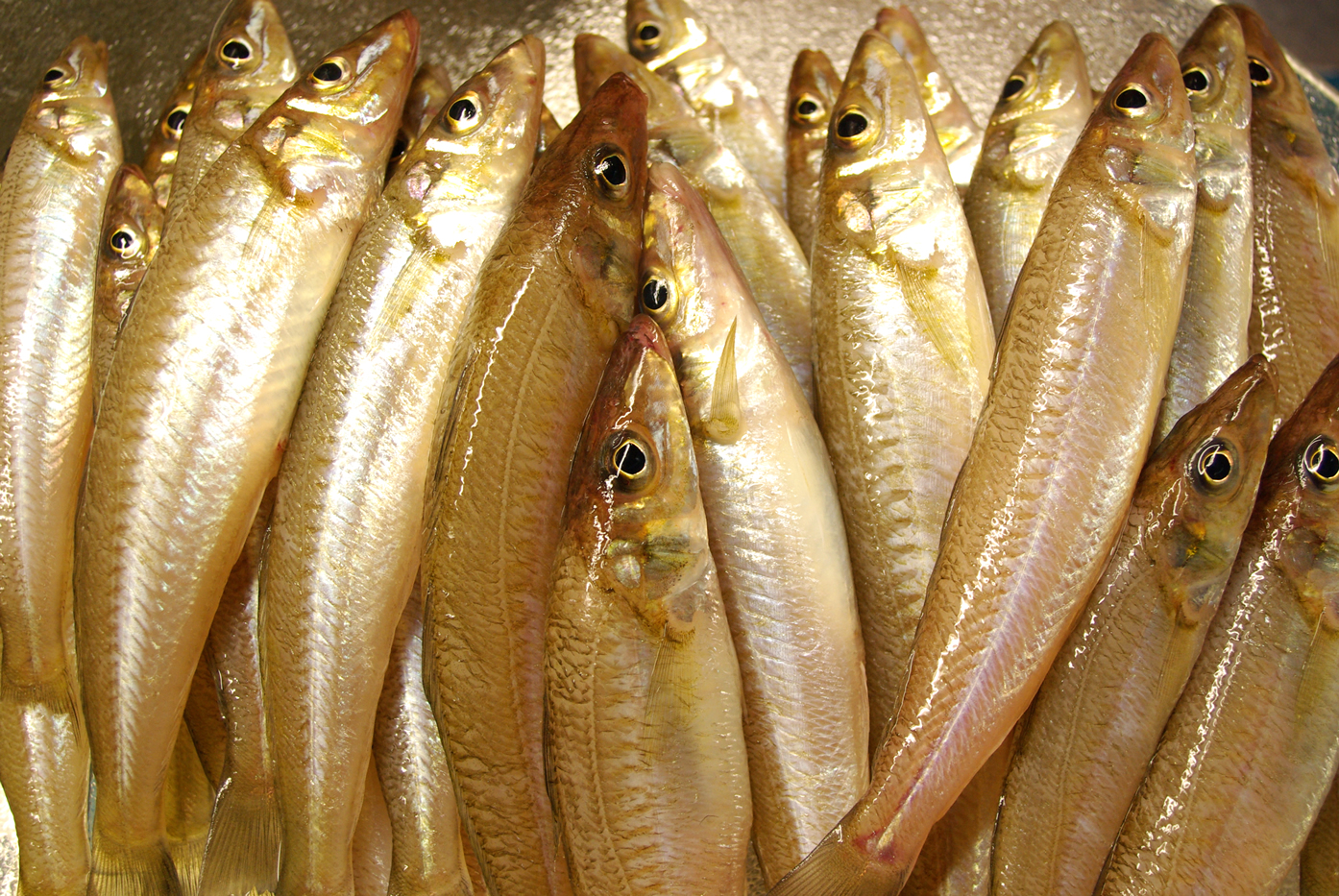
東京湾で漁獲されたシロギス

日本では一般的な沿岸性魚種であり、その繊細な風味のために人気がある。昔から投げ釣りの対象魚として有名。旬は春から夏で、産卵を控えた5月ごろが最も美味しいとされる。船・ボートから釣る場合は周年できるが、陸からの釣りで容易に釣れることから、特に夏には本種を狙った釣りが盛んである。砂地の海底付近を回遊しているので岩礁などに針やオモリが引っかかるようなことが無いため、釣り入門者に最適な対象魚である。また、群れを作っての移動速度がサバやイワシなどよりも遅いため、群れに当たると数多く釣ることができる。餌にはアオイソメのほか、ジャリメの多毛類が使用される。
日本以外では他のキス類が主に利用されており、本種は小規模の沿岸漁業で、他種とともに捕獲される程度である。